# Слинько Віктор Вікторович
Віктор Вікторович Слинько, також відомий як Віктор Слинька (біл. Віктар Віктаравіч Слінко; нар. 4 червня 1972, Козики, Івацевицький район, Берестейська область) — білоруський поет.

## Творчість
З п'ятнадцяти років пише вірші. Друкується в білоруських газетах і журналах. З самого початку він заявив про себе як про поета, здатного на емоційний політ і рефлексивний пошук.

## Поетичні збірки
- «Останній сніг» (біл. Апошні снег; 1995)[1]
- «Штольні весни» (біл. Штольні вясны; 2001)[2]
- «Арахна» (біл. Арахна; 2011)

## Нагороди
- Літературна премія Товариства вільних літераторів «Глиняний Велес» за книгу «Штольні весни»
- Премія журналу «Дзєяслов» та «Золотий апостроф» за найкращу поетичну публікацію 2005 року